# Kóntra Vilará
Kóntra Vilará är en ort i Grekland.   Den ligger i prefekturen Nomarchía Anatolikís Attikís och regionen Attika, i den sydöstra delen av landet, 30 km sydost om huvudstaden Aten. Kóntra Vilará ligger 163 meter över havet och antalet invånare är 146.
Terrängen runt Kóntra Vilará är huvudsakligen kuperad, men den allra närmaste omgivningen är platt. Terrängen runt Kóntra Vilará sluttar österut.  Närmaste större samhälle är Keratéa, 2,5 km väster om Kóntra Vilará. 